# Klemen Pisk
Klemen Pisk (ur. 31 lipca 1973 w Kranju) – słoweński poeta, pisarz, tłumacz i muzyk.

## Życiorys
W połowie lat dziewięćdziesiątych był członkiem zespołu redakcyjnego w słoweńskiej gazecie studenckiej „Tribuna”. Podczas studiowania slawistyki w Lublanie większość swojego czasu poświęcił językowi polskiemu i literaturze.
Wydał trzy tomy poezji Labas vakaras (1998), Visoko in nagubano prapočelo (Wysokie i pomarszczone praczoło, 2000) oraz Mojster v spovednici (Mistrz w konfesjonale, 2002). Wybrane wiersze zostały przetłumaczone na język polski (Tych kilka słów, 2005; Za krzakiem majaczącego ślimaka, 2015).
W latach 2000–2004 zajmował się pisaniem recenzji dla słoweńskiej gazety „Delo” oraz dla radia. W 2009 roku jego opowiadanie Wilno zostało opublikowane w amerykańskim czasopiśmie literackim „Fiction Fix”, za które otrzymał nagrodę redakcji.
W lipcu 2012 roku, wystąpił na festiwalu „Miesiąc Spotkań Autorskich”*, który został zorganizowany przez czeskie wydawnictwo „Větrné Młyny” i odbył się w Brnie, Koszycach, Ostrawie oraz we Wrocławiu. W 2014 roku został wybrany przez fińskie stowarzyszenie kultury „Nuoren Voimann Litto” na rezydenta „Villy Sarkia” w Sysmie. Jego prace literackie zostały przetłumaczone na wiele języków i opublikowane w ponad 20 zagranicznych czasopismach literackich (Manuskripte, Lichtungen, Lituanus,  Arkadia, Studium, Fiction Fix itd.). Tłumaczenia jego książek zostały opublikowane w Polsce, na Słowacji, w Czechach oraz w Stanach Zjednoczonych.
Wiosną 2003 roku otrzymał stypendium Instytutu Kulturoznawstwa w Warszawie jako tłumacz literacki z języka polskiego. Od 2006 do 2009 roku mieszkał w Wilnie, gdzie doskonalił swój litewski. W 2009 wziął udział w II Światowym Kongresie Tłumaczy Literatury Polskiej. W październiku 2015 roku otrzymał Nagrodę Litewskiego Instytutu Kulturoznawstwa za zasługi w promowaniu literatury litewskiej na świecie.
Jako wokalista, gitarzysta i autor większości piosenek zespołu „Žabjak Trio”, wydał płyty Doktor piska počasni sving (Wolny swing doktora Piska) oraz Aristokrat (Arystokrata, 2004).

## Twórczość[3]
- Poezja
  - Labas vakaras. Ljubljana: Mladinska knjiga, 1998.
  - Visoko in nagubano prapočelo. Novo mesto: Goga, 2000.
  - Mojster v spovednici. Grosuplje: Mondena, 2002.
- Opowiadania
  - Pihalec. Ljubljana: Nova revija, 2008.
- Sztuki dla radia
  - Lahko noč, Matija Čop. Ljubljana: Radio Slovenija, 1997.
  - Ose pa ne letijo. Ljubljana: Radio Slovenija, 1999.
  - Pihalec. Ljubljana: Radio Slovenija, 2012.
- Krytyki literackie
  - Stihi pod nadzorom. Ljubljana: VBZ, 2004.
- Przetłumaczone książki
  - Tych kilka słów. Tłum. Marcin Mielczarek. Warszawa: Cudzysłów, 2005.
  - Pustovník a vlk. Tłum. Saša Poklač i Miloslav Vojtech. Bratislava: Univerzita Komenského, 2009.
  - Vilnius. Tłum. Shay Robert Wood. Amazon.com, 2010.
  - Za krzakiem majaczącego ślimaka. Tłum. Marlena Gruda. Mikołów: Instytut Mikołowski, 2015.
  - Foukač. Tłum. Petr Mainuš. Brno: Albert, 2015.
- Jako tłumacz z języka polskiego
  - Karol Wojtyła: Pred zlatarno (Przed sklepem jubilera). Celje: Mohorjeva družba, 1996.
  - Karol Wojtyła: Brat našega Boga (Brat naszego Boga). Celje: Mohorjeva družba, 1999.
  - Karol Wojtyła: Rimski triptih (Tryptyk rzymski). Celje: Mohorjeva družba, 2003.
  - Ewa Miedzińska: Bolek in Lolek v svetu živali (Atlas zwierząt). Radovljica: Didakta, 2003.
  - Jerzy Pilch: Pri mogočnem angelu (Pod mocnym aniołem). Ljubljana: Mladinska knjiga, 2004.
  - Karol Wojtyła: Tri drame (Trzy dramaty). Celje: Mohorjeva družba, 2011.
  - Jerzy Pilch: Seznam prešuštnic (Spis cudzołożnic). Ljubljana, Sodobnost International, 2012.
  - Krzysztof Siwczyk: Preveč videnja (Nadmiar widzenia). Maribor, Slomškova družba, 2012.
  - Tomek Tryzna: Gospodična Nihče (Panna Nikt). Ljubljana, Sodobnost International, 2013.
  - Andrzej Sapkowski: Veščec. Zadnja želja. (Wiedźmin. Ostatnie życzenie) Ljubljana, Mladinska knjiga, 2022.
- Płyty (ze zespołem Žabjak trio)
  - Doktor piska počasni sving. Novo mesto: Goga, 2001.
  - Aristokrat, Novo mesto: Goga, 2004.04.
- Jako redaktor
  - Czesław Miłosz: Zvonovi pozimi (Dzwony w zimie). Ljubljana: Beletrina, 2008.
  - Dzeja. Antologija sodobne latvijske poezije. Ljubljana: Društvo slovenskih pisateljev, 2016.